# Río Mamoní
El río Mamoní es un río en Panamá que va paralelo al río Pacora. Primero fluye hacia el este y luego gira al sur para unirse al río Bayano o río Chepo. Este río tiene tres segmentos: El Mamoní Arriba, el Cañón del Mamoní, y el Mamoní abajo. Para llegar al Río Mamoní hay que manejar en dirección a Chepo. Justo después de Chepo, a 60 kilómetros de la ciudad, está la entrada de Las Margaritas, por donde se sube hacia Madroño y Corpus Cristi, y desde donde llegamos a la parte alta y media del Mamoní. Para la parte baja del Mamoní se puede desde Las Margaritas, o desde el puente de la carretera Panamericana, hasta Chepo, o el puerto de Coquira (La Capitana).